# Cheiracanthium dippenaarae
Cheiracanthium dippenaarae là một loài nhện trong họ Miturgidae.
Loài này thuộc chi Cheiracanthium. Cheiracanthium dippenaarae được miêu tả năm 2007 bởi Lotz.